# Skyguard
Skyguard — система управління вогнем зенітної артилерії розробки та виробництва швейцарської компанії Contraves. Прийшла на заміну системи Super Fledermaus того ж виробника. Поєднує функції РЛС виявлення та наведення на ціль з пунктом керування зенітним артилерійським вогнем.
Типовим варіантом використання було у складі батареї з парою 35-мм артилерійських зенітних установок Oerlikon GDF.

## Будова

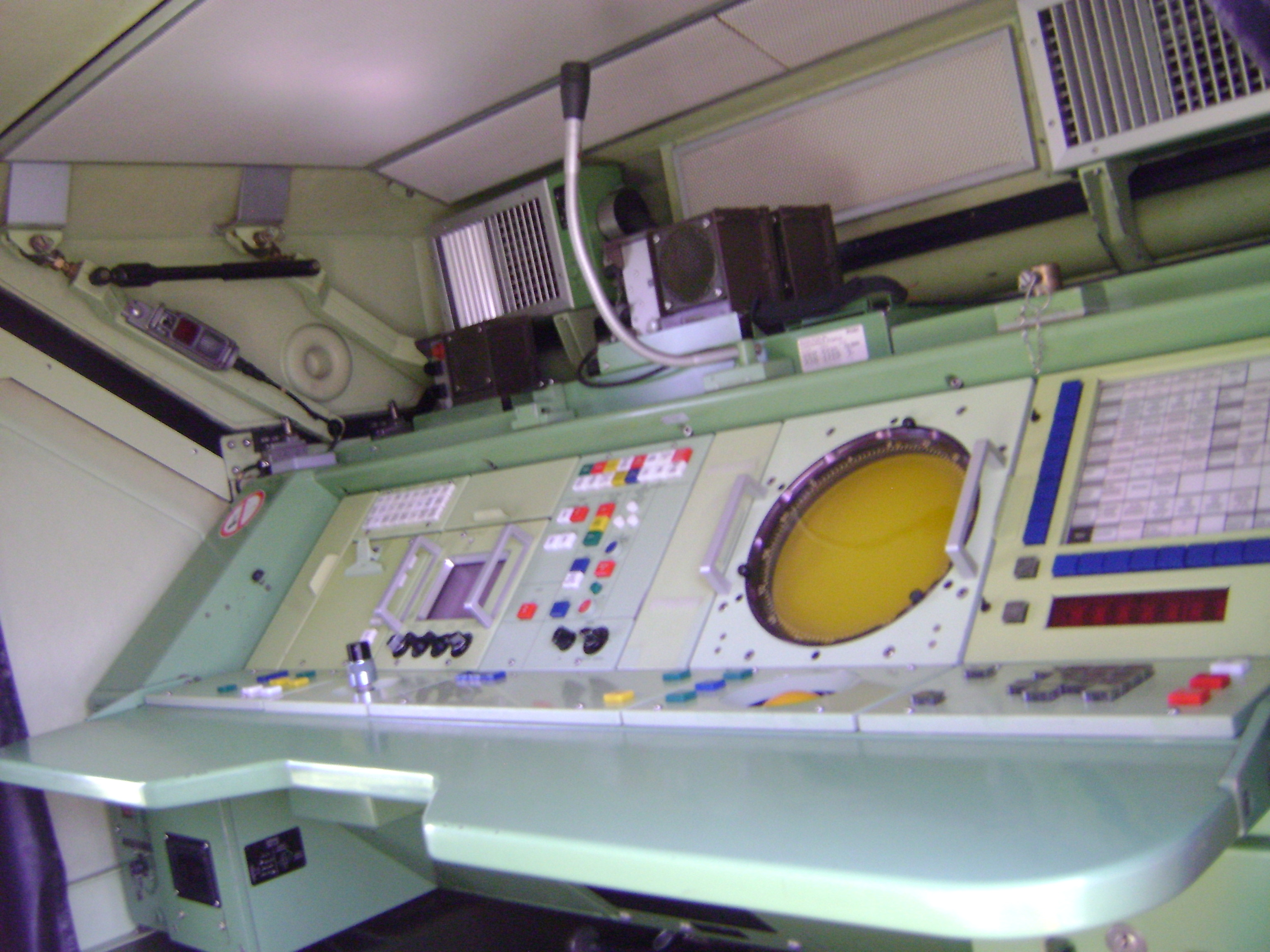
Робоче місце оператора системи Skyguard

Система управління вогнем Skyguard встановлена на 4-колісний причіп, обладнана робочими місцями для двох операторів, має автономний генератор електричної енергії, пошуково-оглядову РЛС та стеження а також коаксійну телевізійну систему.
Призначена для захисту стаціонарних об'єктів від повітряних атак: літаків, вертольотів, крилатих ракет, безпілотних літальних апаратів, керованих бомб, тощо.
Система може керувати чотирма вогневими установками: двома спареними зенітними гарматами Oerlikon GDF-007 та двома пусковими установками зенітних керованих ракет.
Кілька раз проходила модернізацію. Версія Skyguard III отримала можливість, серед іншого, вести вогонь програмованими снарядами повітряного підриву AHEAD та мати у своєму складі зенітну артилерійську причіпну установку Oerlikon/Rheinmetall Mk2 з револьверною гарматою (аналогічна гарматі в системі MANTIS).
Ефективна дальність радарів заявлена до 20 км, артилерійських установок — до 4 км, а зенітних керованих ракет — до 7 км і більше.

## Варіанти
Окрім 35-мм зенітних артилерійських установок Oerlikon GDF під управлінням системи Skyguard можуть працювати і 40-мм зенітні артилерійські установки Bofors L/70.

### Sparrow/Aspide

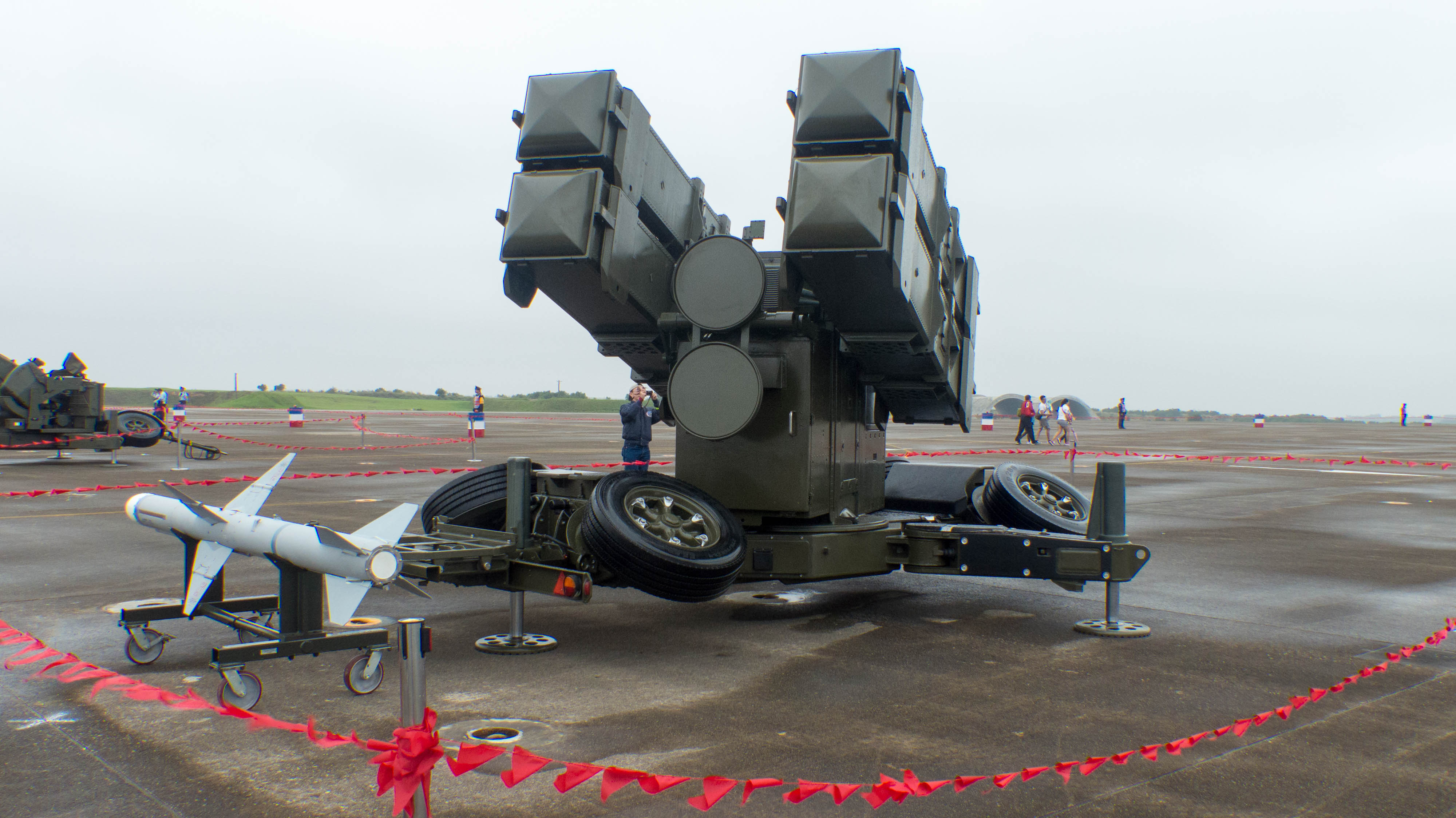
Пускова установка для зенітних керованих ракет та сама ракета RIM-7 Sparrow/Aspide. Посередині між пусковими контейнерами видно РЛС підсвічування цілі

Окрім зенітних артелирійських установок, під управлінням систем Skyguard можуть працювати пускові установки для зенітних керованих ракет Sparrow та Aspide.
Пускові установки створені на основі зенітних артилерійських установок Oerlikon GDF. Замість гармат по боках знаходиться по два транспортно-пускових контейнера з зенітними ракетами (всього чотири готових до застосування ракети на установці), а посередині, між ними — РЛС підсвічування цілі.

## Оператори
- Аргентина, станом на 2021 рік
- Бангладеш: Skyguard 3 з установками GDF-009, станом на 2021 рік
- Греція: в тому числі з установками GDF-005 та ракетами RIM-7 Sparrow, станом на 2021 рік
- Єгипет: установки GDF-003 та GDF-005 та ракети RIM-7M Sea Sparrow, станом на 2021 рік
- Іспанія: 13 батарей з пусковими/ракетами Aspide, станом на 2023 рік
- Італія: з ракетами Aspide, станом на 2021 рік
- Кувейт: з ракетами Aspide, станом на 2021 рік
- Кіпр: з установками GDF-003, станом на 2021 рік
- Оман: з установками GDF-005, станом на 2021 рік
- Пакистан: 134 системи Skyguard з 248 установками GDF-002 та GDF-005, станом на 2021 рік
- Тайвань: установки GDF-006 та ракети AIM-7F/M, RIM-7M Sparrow, станом на 2021 рік
- Таїланд: установки GDF-007 та системи Skyguard 3, станом на 2021 рік
- Швейцарія: з установками GDF-003 та GDF-005, станом на 2021 рік

### Греція
В 1983 році Греція замовила систему з використанням ракет RIM-7M. Перший комплекс був отриманий в 1984 році та отримав місцеве позначення Velos.

### Єгипет
Протягом 1984—1987 років Єгипет отримав 18 батарей комплексів Skyguard/Sparrow, та дав їм місцеве позначення Amoun.
Кожен комплекс складається з пункту управління Skyguard, двох зенітних артилерійських установок GDF-003, та двох пускових установок для зенітних керованих ракет Sparrow (по чотири ракети на пускову).
Єгипетська модифікація Skyguard має ефективну дальність виявлення цілі РЛС до 20 км та оптико-електронною системою до 15 км.

### Іран

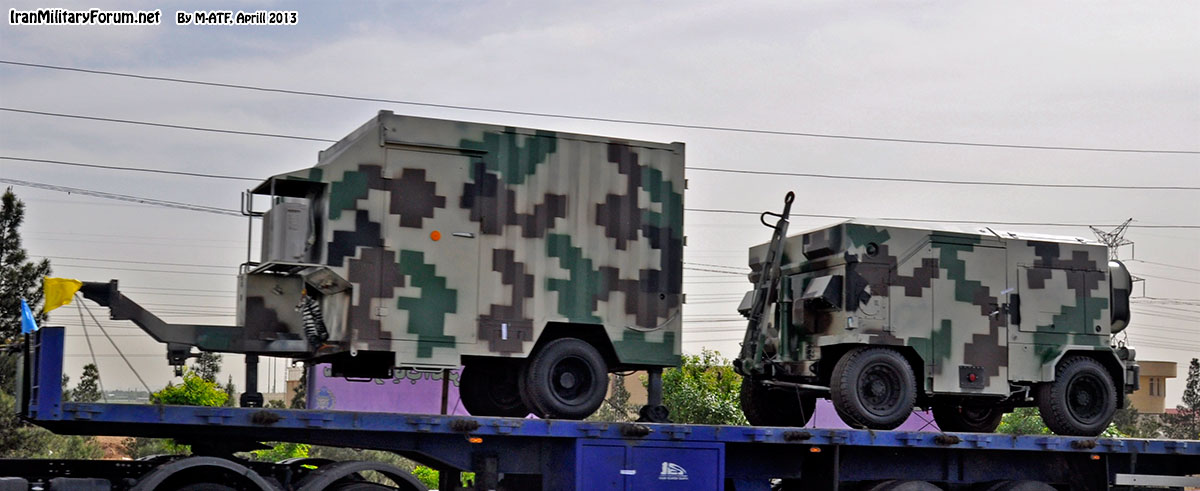
Іранський Skyguard на військовому параді, 2013 рік

Іран замовив та отримав певну кількість установок GDF-001 та систем управління вогнем Super Fledermaus а потім установки GDF-002 та системи управління Skyguard начебто іще навіть до Ісламської революції в 1979 році.
Однак, вже під час Ірано-іракської війни траплялись скандали через начебто постачання швейцарським виробником Oerlikon-Buehrle запасних частин для систем Skyguard в Іран. Також лунали звинувачення в тому, що в 1983 році були укладені контракти на придбання цілих систем, та отримання 20 систем в 1986 році.

### Іспанія
Наприкінці 1970-х Іспанія отримала системи Skyguard з зенітними артилерійськими установками GDF-005. В 1985 році була замовлена інтеграція пунктів управління Skyguard з пусковими установками Selenia Spada (було придбано 13 пускових та 200 зенітних керованих ракет Aspide).
Частково, роботи з модернізації та інтеграції відбувались в Іспанії.
Така система, де було інтегровано пункти управління Skyguard, зенітні артилерійськи установки GDF-005 та пускові установки Spada отримала позначення Toledo.

### Саудівська Аравія
В лютому 2020 року було підтверджено, що Саудівська Аравія придбала та отримала певну кількість комплексів Skyguard III в стандартній комплектації (один пункт управління та дві підпорядковані йому зенітні артилерійськи установки). Комплекси розгорнуто, зокрема, для прикриття важливих портів та інших важливих об'єктів.

### Україна
В жовтні 2022 року група українських військових прибула до Іспанії для навчання на комплексі Skyguard Aspide.
В листопаді 2022 року Іспанія оголосила про рішення передати Україні один комплекс Україні. Трохи згодом міністр оборони України Олексій Резніков повідомив про прибуття комплексу в Україну.
В січні 2023 року італійські ЗМІ повідомляли про плани Італійського уряду передати комплекс Skyguard Spada.